# Conferencia Norte (LNBP)
La Conferencia Norte es una de las 2 divisiones de equipos que forman parte de la Liga Nacional de Baloncesto Profesional de México. En la actualidad está integrada por 7 equipos, cuyas sedes se encuentran geográficamente más hacia la parte norte del país de entre los 14 equipos que forman parte de la liga.

## Historia
Anteriormente conocida como Zona Norte, fue creada, junto con la Zona Sur, para la temporada 2004, y continuó hasta la temporada 2008-2009. Después de 10 años de receso, ambas zonas regresaron a la actividad para la temporada 2018-2019, pero ahora denominadas como Conferencias. En cada conferencia un equipo resulta campeón de esta y se enfrenta al campeón de la otra zona en una serie final, de la que sale el campeón absoluto de la liga.

## Equipos

### Temporada 2004
| Liga Nacional de Baloncesto Profesional de México 2004 |                                  |
| Equipo                                                 | Sede                             |
| Algodoneros de la Comarca                              | Torreón, Coahuila                |
| Barreteros de Zacatecas                                | Zacatecas, Zacatecas             |
| Correcaminos UAT Matamoros                             | Matamoros, Tamaulipas            |
| Correcaminos UAT Tampico                               | Tampico, Tamaulipas              |
| Correcaminos UAT Victoria                              | Ciudad Victoria, Tamaulipas      |
| Fuerza Regia de Monterrey                              | Monterrey, Nuevo León            |
| Gambusinos de Fresnillo                                | Fresnillo, Zacatecas             |
| Leñadores de Durango                                   | Durango, Durango                 |
| Lobos de la U.A. de C.                                 | Saltillo, Coahuila               |
| Santos Reales de San Luis                              | San Luis Potosí, San Luis Potosí |

### Temporada 2005
| Liga Nacional de Baloncesto Profesional de México 2005 |                                  |
| Equipo                                                 | Sede                             |
| Algodoneros de la Comarca                              | Torreón, Coahuila                |
| Correcaminos UAT Matamoros                             | Matamoros, Tamaulipas            |
| Correcaminos UAT Reynosa                               | Reynosa, Tamaulipas              |
| Correcaminos UAT Victoria                              | Ciudad Victoria, Tamaulipas      |
| Fuerza Regia de Monterrey                              | Monterrey, Nuevo León            |
| Galgos de Tijuana                                      | Tijuana, Baja California         |
| Lobos de la U.A. de C.                                 | Saltillo, Coahuila               |
| Lobos Grises de la UAD                                 | Durango, Durango                 |
| Santos Reales de San Luis                              | San Luis Potosí, San Luis Potosí |
| Soles de Mexicali                                      | Mexicali, Baja California        |

### Temporada 2006
| Liga Nacional de Baloncesto Profesional de México 2006 |                                  |
| Equipo                                                 | Sede                             |
| Algodoneros de la Comarca                              | Torreón, Coahuila                |
| Astros de Tecate                                       | Tecate, Baja California          |
| Cimarrones de Ensenada                                 | Ensenada, Baja California        |
| Correcaminos UAT Matamoros                             | Matamoros, Tamaulipas            |
| Correcaminos UAT Reynosa                               | Reynosa, Tamaulipas              |
| Correcaminos UAT Victoria                              | Ciudad Victoria, Tamaulipas      |
| Fuerza Regia de Monterrey                              | Monterrey, Nuevo León            |
| Galgos de Tijuana                                      | Tijuana, Baja California         |
| Lobos de la U.A. de C.                                 | Saltillo, Coahuila               |
| Lobos Grises de la UAD                                 | Durango, Durango                 |
| Santos Reales de San Luis                              | San Luis Potosí, San Luis Potosí |
| Soles de Mexicali                                      | Mexicali, Baja California        |

### Temporada 2007-2008
| Liga Nacional de Baloncesto Profesional de México 2007-2008 |                                  |               |
| Equipo                                                      | Ciudad                           | Miembro desde |
| Algodoneros de la Comarca                                   | Torreón, Coahuila                | 2000          |
| Bravos de Piedras Negras                                    | Piedras Negras, Coahuila         | 2007-2008     |
| Correcaminos UAT Victoria                                   | Ciudad Victoria, Tamaulipas      | 2000          |
| Dorados de Chihuahua                                        | Chihuahua, Chihuahua             | 2000          |
| Fuerza Regia de Monterrey                                   | Monterrey, Nuevo León            | 2001          |
| Galgos de Tijuana                                           | Tijuana, Baja California         | 2005          |
| Lobos de la U.A. de C.                                      | Saltillo, Coahuila               | 2000          |
| Lobos Grises de la UAD                                      | Durango, Durango                 | 2005          |
| Santos Reales de San Luis                                   | San Luis Potosí, San Luis Potosí | 2003          |
| Soles de Mexicali                                           | Mexicali, Baja California        | 2005          |
| Unión Zacatecas                                             | Zacatecas, Zacatecas             | 2007-2008     |
| Venados de Nuevo Laredo                                     | Nuevo Laredo, Tamaulipas         | 2007-2008     |

### Temporada 2008-2009
| Liga Nacional de Baloncesto Profesional de México 2008-2009 |                             |               |
| Equipo                                                      | Ciudad                      | Miembro desde |
| Algodoneros de la Comarca                                   | Torreón, Coahuila           | 2000          |
| Bravos de Piedras Negras                                    | Piedras Negras, Coahuila    | 2007-2008     |
| Correcaminos UAT Victoria                                   | Ciudad Victoria, Tamaulipas | 2000          |
| Dorados de Chihuahua                                        | Chihuahua, Chihuahua        | 2000          |
| Fuerza Regia de Monterrey                                   | Monterrey, Nuevo León       | 2001          |
| Galgos de Tijuana                                           | Tijuana, Baja California    | 2005          |
| Lobos de la U.A. de C.                                      | Saltillo, Coahuila          | 2000          |
| Lobos Grises de la UAD                                      | Durango, Durango            | 2005          |
| Potros ITSON de Obregón                                     | Ciudad Obregón, Sonora      | 2008-2009     |
| Soles de Mexicali                                           | Mexicali, Baja California   | 2005          |
| Tecolotes de la UAG                                         | Guadalajara, Jalisco        | 2001          |
| Venados de Nuevo Laredo                                     | Nuevo Laredo, Tamaulipas    | 2007-2008     |

### Temporada 2018-2019
| Conferencia Norte         |                  |                                          |               |                                                              |             |
| Equipo                    | Entrenador       | Ciudad                                   | Miembro desde | Pabellón                                                     | Capacidad   |
| Correcaminos UAT Victoria | Luis García      | Ciudad Victoria, Tamaulipas              | 2000          | Gimnasio Multidisciplinario UAT Victoria                     | 3,500       |
| Fuerza Regia de Monterrey | Paco Olmos       | Monterrey, Nuevo León                    | 2001          | Gimnasio Nuevo León Independiente                            | 5,000       |
| Huracanes de Tampico      | Marcelo Elusich  | Tampico, Tamaulipas                      | 2009-2010     | Expo Tampico                                                 | 4,200       |
| Laguneros de La Comarca   | Andrés Contreras | Torreón, Coahuila Gómez Palacio, Durango | 2018-2019     | Auditorio Municipal de Torreón Gimnasio Auditorio Centenario | 4,363 5,000 |
| Leñadores de Durango      | Juan José Pidal  | Durango, Durango                         | 2002          | Auditorio del Pueblo                                         | 3,500       |
| Mineros de Zacatecas      | Manolo Cintrón   | Zacatecas, Zacatecas                     | 2017-2018     | Gimnasio "Profesor Marcelino González"                       | 3,500       |
| Santos de San Luis        | Gustavo Quintero | San Luis Potosí, San Luis Potosí         | 2003          | Auditorio Miguel Barragán                                    | 3,400       |

### Temporada 2019-2020
| Zona Este                 |                        |                                          |               |                                                              |             |
| Equipo                    | Entrenador             | Ciudad                                   | Miembro desde | Pabellón                                                     | Capacidad   |
| Correcaminos UAT Victoria | Luis García            | Ciudad Victoria, Tamaulipas              | 2000          | Gimnasio Multidisciplinario UAT Victoria                     | 3,500       |
| Dorados de Chihuahua      | Gustavo Pacheco        | Chihuahua, Chihuahua                     | 2000          | Gimnasio Manuel Bernardo Aguirre                             | 10,530      |
| Fuerza Regia de Monterrey | Paco Olmos             | Monterrey, Nuevo León                    | 2001          | Gimnasio Nuevo León Independiente                            | 5,000       |
| Huracanes de Tampico      | Omar Quintero          | Tampico, Tamaulipas                      | 2009-2010     | Expo Tampico                                                 | 4,200       |
| Laguneros de La Comarca   | Marcelo Rafael Elusich | Torreón, Coahuila Gómez Palacio, Durango | 2018-2019     | Auditorio Municipal de Torreón Gimnasio Auditorio Centenario | 4,363 5,000 |
| Leñadores de Durango      | Juan José Pidal        | Durango, Durango                         | 2002          | Auditorio del Pueblo                                         | 3,500       |
| Mineros de Zacatecas      | Manolo Cintrón         | Zacatecas, Zacatecas                     | 2017-2018     | Gimnasio "Profesor Marcelino González"                       | 3,500       |
| Plateros de Fresnillo     | Xavier Aponte          | Fresnillo, Zacatecas                     | 2019-20       | Gimnasio "Solidaridad Municipal"                             | 4,400       |

### Temporada 2020
| Zona Este                 |                 |                             |               |                                          |           |
| Equipo                    | Entrenador      | Ciudad                      | Miembro desde | Pabellón                                 | Capacidad |
| Correcaminos UAT Victoria | Luis García     | Ciudad Victoria, Tamaulipas | 2000          | Gimnasio Multidisciplinario UAT Victoria | 3,500     |
| Dorados de Chihuahua      | Gustavo Pacheco | Chihuahua, Chihuahua        | 2000          | Gimnasio Manuel Bernardo Aguirre         | 10,530    |
| Fuerza Regia de Monterrey | Paco Olmos      | Monterrey, Nuevo León       | 2001          | Gimnasio Nuevo León Independiente        | 5,000     |
| Leñadores de Durango      | Juan José Pidal | Durango, Durango            | 2002          | Auditorio del Pueblo                     | 3,500     |
| Mineros de Zacatecas      | Allans Colón    | Zacatecas, Zacatecas        | 2017-2018     | Gimnasio "Profesor Marcelino González"   | 3,500     |
| Plateros de Fresnillo     | Xavier Aponte   | Fresnillo, Zacatecas        | 2019-20       | Gimnasio "Solidaridad Municipal"         | 4,400     |

### Temporada 2021
| Zona Este                 |                      |                       |               |                                   |           |
| Equipo                    | Entrenador           | Ciudad                | Miembro desde | Pabellón                          | Capacidad |
| Dorados de Chihuahua      | Gustavo Pacheco      | Chihuahua, Chihuahua  | 2000          | Gimnasio Manuel Bernardo Aguirre  | 10,530    |
| Fuerza Regia de Monterrey | Nicolás Casalánguida | Monterrey, Nuevo León | 2001          | Gimnasio Nuevo León Independiente | 5,000     |
| Halcones de Xalapa        | Eduardo Torres       | Xalapa, Veracruz      | 2003          | Gimnasio de la USBI               | 2,785     |
| Leñadores de Durango      | Juan José Pidal      | Durango, Durango      | 2002          | Auditorio del Pueblo              | 3,500     |
| Plateros de Fresnillo     | Xavier Aponte        | Fresnillo, Zacatecas  | 2019-20       | Gimnasio "Solidaridad Municipal"  | 4,400     |